# Sušice I
Sušice I je část města Sušice v okrese Klatovy. Je zde evidováno 155 adres. Trvale zde žije 511 obyvatel.
Sušice I leží v katastrálním území Sušice nad Otavou o výměře 16,6 km2.